# Maiar
Maiar (jedn. č. Maia) jsou fiktivní božské bytosti z Tolkienova světa Středozemě. Jsou to duchové Ainur, kteří přišli na Ardu, aby pomohli Valar formovat svět, proto se jim říká „Lid Valar“. Bylo jich mnoho, avšak málokterý byl pojmenován člověkem či elfem.
Jsou stejného řádu jako Valar, ale nižšího stupně. Fungují jako jejich služebníci a pomocníci, někteří menší, někteří téměř tak velcí, jako sami Valar. V raných verzích Tolkienovy mytologie Maiar nebyli, byly to „děti Valar“, především pak Fionwë (Eönwë), nejrychlejší ze všech, syn Manwëho a Vardy, jeho sestra Erinti (Ilmarë) nebo jen další z Valar, např. Ossë nebo Salmar. 
Stejně jako Valar mohou přijmout podobu lidí či elfů, avšak jen málo z nich opouštělo Valinor aby tuto schopnost využili. Zatímco toto tělo může zemřít, jejich bytí ne, protože stejně jako ostatní Ainur jsou nesmrtelní. Ti, kteří odešli z Amánu a žili ve Středozemi mezi jejími obyvateli byli: Melian – první Maia, která se spřátelila s elfy, a Istari – pět Maiar vybraných pomoci Středozemi bojovat se zlem.

## Známí Maiar

### Vůdci Maiar
- Eönwë – herald Manwëho. Jeho sílu ve zbrani nikdo v Ardě nepřekoná.[1]
- Ilmarë – služebnice Vardy. Byla pravděpodobně Maia Hvězd.

### Maiar spojení s vodou - Maiar sloužícíUlmovi
- Ossë – pán moří omývajících Středozem, manžel Uinen.  To on bouří moře a vytváří velké vlny.
- Uinen – Paní moří, manželka Ossëho. Právě ona dokáže uklidnit rozbouřené moře svého manžela.
- Salmar – přítel Ulma, kterému vyrobil rohy Ulumúri.

### Istari- Řád Čarodějů
- Curumo – známý jako Saruman, podle valinorského postavení největší, služebník Aulëho, skvělý kovář a řemeslník znalý v historii a technologii, řečník s přesvědčivým projevem.
- Olórin – známý jako Gandalf, z Irmova lidu, nejmoudřejší Maia, podle valinorského postavení zřejmě druhý, poté co zemřel a byl oživen, se stal prvním a největším Istari.
- Aiwendil – známý jako Radagast a služebník Yavanny. Mistr tvarů a barev, znalý léčících technik a milovník zvířat.
- Alatar – jeden ze dvou Modrých čarodějů, Maia z Oromëho družiny působící na východě Středozemě. Známý také jako Morinehtar.
- Pallando – po Alatarovi druhý z Modrých čarodějů známý rovněž jako Rómestámo.

### Strážci Slunce a Měsíce
- Arien – Maia, jenž pečovala o Vániny zahrady, vybraná Valar aby řídila lodičku Slunce. Byla jednou z ohnivých duchů.
- Tilion – slabší nežli Arien, z Oromëho družiny, vybrán Valar aby řídil lodičku Měsíce. Miloval stříbro a používal stříbrný luk.

### Nezařazení
- Melian – sloužila Estë i Váně, příbuzná Yavanny,[2] matka Lúthien. Známá také díky svému krásnému zpěvu. Učila rovněž zpívat slavíky.

### Maiar obrácení ke zlu
- Mairon – 'Obdivuhodný', jeden z nejmocnějších (ne-li nejmocnější) Maiar, původem z Aulëho lidu, brzy Melkorův nejsilnější služebník, stratég a pobočník, po jeho pádu sám druhý Temný pán, v počátku menší duch, ale moudřejší duch a 'efektivně' větší. Quenijsky Sauron.
- Valaraukar – balrogové, ohniví démoni, služebníci Melkora.